# Campeonato Mundial de Peso Crucero de AAA
Il Campeonato Mundial de Peso Crucero de AAA (in lingua inglese AAA World Cruiserweight Championship) è un titolo utilizzato dalla Lucha Libre AAA Worldwide ed è un titolo che può essere disputato da lottatori di peso inferiore a 105 kg.

Il titolo è attivo dal 20 marzo 2009 anche se questa restrizione del peso non viene sempre applicata.

## Storia
Il campionato stato creato nel 2009 con il nome di Campeonato de Peso Crucero de AAA e nome che cambiò il 17 agosto 2014 quando il lottatore El Hijo del Fantasma lo unificò con il titolo Campeonato de AAA Fusión aggiungendo poi la parola Mundial al nome di questo campionato.

## Nomi
| Data           | Nome                                      | Note                        |
| -------------- | ----------------------------------------- | --------------------------- |
| 21 maggio 2009 | Campeonato de Peso Crucero de AAA         | Primo match del campionato. |
| 17 agosto 2014 | Campeonato Mundial de Peso Crucero de AAA | Unificazione dei titoli.    |

## Albo d'oro
| Lottatore                                 | Regni | Data              | Luogo               | Note |
| ----------------------------------------- | ----- | ----------------- | ------------------- | --- |
| Campeonato de Peso Crucero de AAA         |       |                   |                     | |
| Alex Koslov                               | 1     | 21 maggio 2009    | Aguascalientes      | Sconfisse Alan Stone ed Xtreme Tiger nella finale di un torneo. |
| Xtreme Tiger                              | 1     | 13 giugno 2009    | Città del Messico   | Sconfisse Alan Stone, Alex Koslov, e Crazy Boy in un hardcore elimination match. |
| Alex Koslov                               | 2     | 21 agosto 2009    | Ciudad Madero       | Sconfisse Xtreme Tiger, Jack Evans, Rocky Romero, e Teddy Hart in un Fatal five-way elimination match. |
| Vacante                                   |       | 30 agosto 2009    | Tlalnepantla de Baz | reso vacante dopo che Alex Koslov perse uno Steel cage match combattuto a sei uomini. |
| Xtreme Tiger                              | 2     | 26 settembre 2009 | Monterrey           | Sconfisse Jack Evans, Rocky Romero, Sugi San, e Teddy Hart. |
| Jack Evans                                | 1     | 6 giugno 2010     | Città del Messico   | Sconfisse Xtreme Tiger, Christopher Daniels e Nosawa Rongai. |
| Juventud Guerrera                         | 1     | 19 maggio 2012    | Chilpancingo        | Sconfisse Jack Evans, Psicosis e Teddy Hart in un Hardcore match. |
| Daga                                      | 1     | 2 dicembre 2012   | Zapopan             | Sconfisse Juventud Guerrera, Fénix, Jack Evans, Joe Líder e Psicosis in un ladder match. |
| El Hijo del Fantasma                      | 1     | 17 agosto 2014    | Città del Messico   | Sconfisse Daga, Angélico, Australian Suicide, Bengala, Drago, Fénix, Jack Evans, Joe Líder e Pentagón Jr. in un "ten-way elimination match", dove in seguito avvenne l'unificazione tra questo titolo ed il titolo Campeonato de AAA Fusión |
| Campeonato Mundial de Peso Crucero de AAA |       |                   |                     | |
| Johnny Mundo                              | 1     | 19 marzo 2017     | Monterrey           | Sconfisse Fantasma ed El Texano Jr. in un fatal three-way match dove erano in palio anche i titoli Mega Campeonato AAA e Campeonato Latinoamericano de AAA.                                                                                 |
| Lanzelot                                  | 1     | 1 ottobre 2017    | San Luis Potosí     | Sconfisse Angelikal, Dragon Solar, Hijo del Vikingo, Johnny Mundo, Máscara de Bronce, Solaris, Tiger Boy, Venum and Villano III Jr. in un elimination match.                                                                                |
| Australian Suicide                        | 1     | 26 gennaio 2018   | Città del Messico   | |
| Sammy Guevara                             | 1     | 25 agosto 2018    | Città del Messico   | Sconfisse Shane Strickland e ACH in un fatal four-way match. |
| Laredo Kid                                | 1     | 16 febbraio 2019  | Morelia             | |
| Lio Rush                                  | 1     | 10 febbraio 2021  | Orlando, Florida    | |